# Андріяшівська волость
Андріяшівська волость — адміністративно-територіальна одиниця Лохвицького повіту Полтавської губернії з центром у селі Андріяшівка.
Старшинами волості були:
- 1900 року запасний унтер-офіцер Яків Іванович Хантель[1];
- 1904 року козак Петро Мануйлович Коцупій[2];
- 1913—1915 роках Андрій Юхимович Скрипка[3],[4].